# Pstruží líheň Bělá
Pstruží líheň Bělá se nachází na levém břehu řeky Bystřice jižně u skal Malý Rabštýn v Údolí Bystřice a patří k obci Domašov nad Bystřicí v okrese Olomouc v Olomouckém kraji v pohoří Nízký Jeseník.

## Další informace
Modernizovaná Pstruží líheň Bělá má kapacitu na líhnutí cca 1 milionů pstruhů. Zaměřuje se ba pstruhy duhové (Oncorhynchus mykiss; Walbaum, 1792) a pstruhy obecné (Salmo trutta morpha; L., 1758). Převážná část produkce ryb slouží k zarybňování rybářských revírů ve volné přírodě. Zařízení se skládá z hlavní budovy a přilehlých technických budov rybníčků.
Historicky na místě líhně stával vodní mlýn s vodním kolem na vrchní vodu nazývaný „Bělský mlýn“. Mlýn patřil k dolnímu konci zaniklé německé horské vesnice Bělá (německy Seibersdorf). V minulosti bylo místo součástí vojenského újezdu Libavá.
Kolem líhně vedou turistické stezky, z nichž nejznámější je asi naučná stezka Údolím Bystřice. V okolí místa se nachází také chaty, břidličné lomy a železniční trať Olomouc - Opava východ s železničním Domašovským tunelem.

## Galerie

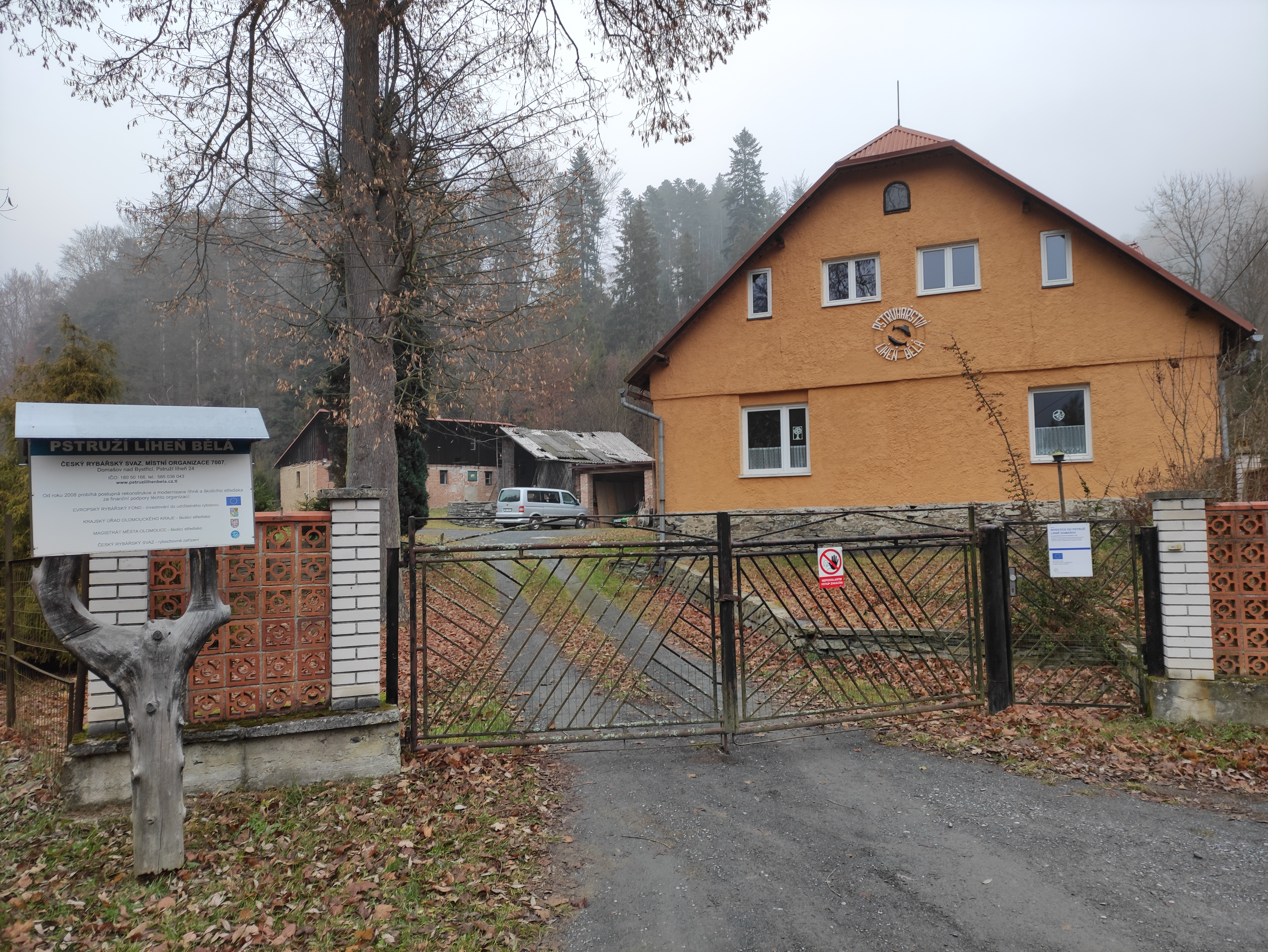